# Mogao špilje
Mogao špilje (kineski 莫|高|窟, Mògāo kū), poznate i kao Špilje Dunhuanga i Qianfodong ("Špilje tisuću Buda"), čine sustav od 492 ćelije i hrama na istočnoj litici planine Mingsha, oaze smještene na religijski i kulturno važnoj lokaciji Puta svile, 25 km jugoistočno od Dunhuanga, u današnjoj kineskoj provinciji Gansu. Špilje sadrže neke od najznamenitijih djela budističke umjetnosti, stvorenih u razdoblju od 1000 godina.

## Povijest
Povijest Mogao špilja je neodvojivo povezana s prvim kineskim ekspedicijama protiv nomada u mongolskim stepama i središnjoj Aziji na zapadu. Nakon što je ekspedicija Zhang Qiana u drevnu Baktriju za dinastije Han (139. – 126. pr. Kr.) gotovo propala, odlučeno je da se izgradi veliki dio Kineskog zida kako bi se zaštitila sjeverna granica. God. 117. pr. Kr. ustanovljene su i mnoge vojne ispostave, između ostalih i Dunhuang odakle se kontrolirao prolaz Hexi i oaze koje su bile na Putu svile. Zbog tog strateškog položaja Dunhuang je bio područje konstantnih razmirica Kineskog Carstva i nomada. Stoga je često znao biti godinama odvojen od Carstva i predstavljao je metropolu u kojoj su se miješali brojni narodi Azije. Mnogi stranci su imali svoje bogomolje u gradu, kako nestorijanci, muslimani, tako i budisti.
Prve špilje su iskopane godine 366. kao mjesta za budističku meditaciju i obrede. No većina ćelija i hramova je izgrađena od 5. do 14. stoljeća, kada je ovo područje počelo da propada. U 7. stoljeću su naslikane brojne freske koje prikazuju doktrine transcenentalnog učenja, u skladu s naukom dinastije Tang koja je u to vrijeme čvrsto gospodarila Putom svile.
Prvi tantrički motivi se javljaju u vrijeme kada su Dunhuangom vladali Tibetanci (790. – 851.), a nakon što su Gansu zauzeli Tanguci, ovi motivi se umnažaju, a lama sekte se šire Xianom (1036. – 1227.).

## Odlike
Mogao špilje predstavljaju najpoznatije kineske budističke špilje, zajedno s Longmenskim i Yungang špiljama.
U špiljama je na više razina sačuvano više od 2.000 figura isklesanih u stijenama a potom prekrivene glinom i oslikane, te 45.000 m² zidnih slika od kojih su mnoge remek-djela kineske umjetnosti. Mogao špilje imaju veliku važnost za razumijevanje kineske povijesti, ali i evoluciju budizma u Aziji, osobito kao kronologija budističke umjetnosti, ali i budističkog monaškog života iz 19. stoljeća.
Arheolozi, Mađar Aurel Stein i Francuz Paul Pelliot (slika desno), su početkom 20. stoljeća u oko 400 špilja proučavali i snimali slike koje su, usprkos eroziji od vjetra, relativno dobro sačuvane. Koncem 20. stoljeća, kineski arheolozi su ih snimili, popisali i napravili kopije. Najstarije špilje iz 5. stoljeća su pored zidnih slika sadržavale i šareno obojene skulpture od fine gline, koja je modelirana iznad kostura od drva, sječke i grube gline. Frizovi na slikama, koje najčešće prikazuju prizore iz Budinog života, su podijeljeni dekorativnim i ukošenim gorskim vijencima. Pritom ne pridaju nikakvu vrijednost realizmu u omjeru veličine ljudi i zgrada. Na tim ranim slikama se javljaju i prvi krajolici, a koji će postati jako važni u kineskoj umjetnosti, najprije kao pozadina nekog budističkog prizora.
- Ulaz u špilju s Velikim Budom
- Veliki Buda, dug 35 m
- Velika zidna slika iz 8. st. koja prikazuje putovanja Zhang Qiana iz 2. st. pr. Kr.
- Izložba umjetnina iz Mogao špilja
- Bhaishajyaguru raj, Tang (618.-907.), slika na svili, 206 x 167 cm.

## Vanjske poveznice
- Špilje DunHuang na Putu svile (engl.) Preuzeto 5. kolovoza 2011.
- Panografije velike kvalitete na patrimonium-mundi.org  Arhivirana inačica izvorne stranice od 19. svibnja 2011. (Wayback Machine)
- International Dunhuang Project  Arhivirana inačica izvorne stranice od 20. srpnja 2011. (Wayback Machine) (British Library) (engl.) Preuzeto 5. kolovoza 2011.
- Mogao špilje video (engl.)